# 4Minute World
4Minute World è il quinto EP del gruppo musicale sudcoreano 4Minute, pubblicato nel 2014 dall'etichetta discografica Cube Entertainment insieme a Universal Music Group.

## Il disco
Il 4 marzo viene pubblicata un'immagine teaser con su scritto che le 4Minute torneranno il 23 marzo 2014.
La loro casa discografica, successivamente, annuncia che le 4Minute torneranno il 17 marzo 2014.
Il 12 marzo incominciano ad essere pubblicate delle immagini teaser che mostrano le 4minute in varie foto contenute nel photo book del cd.
Il 17 marzo, su YouTube, viene pubblicato il video del singolo che raggiunse la prima posizione, Whatcha Doin' Today? Preceduto una settimana prima da due teaser del video.
Il 14 aprile per continuare la promozione dell'album viene pubblicato il primo singolo promozionale, "Wait a Minute", per allentare le promozioni.
Il 18 giugno per concludere le promozioni dell'album dopo le loro tappe europee, e festeggiare i loro 5 anni di carriera viene pubblicato il secondo e ultimo singolo dall'album Thank You :).

## Tracce
1. Wait A Minute – 3:10 (testo: Lim Sang Hyuk, Astro Z, Ludwig Lindell – musica: Lim Sang Hyuk Astro Z, Daniel Caesar)
2. Whatcha Doin' Today? (오늘 뭐해) – 3:26 (testo: Brave Brothers – musica: Brave Brothers, Elephant Kingdom)
3. I'll Teach You (알려 줄게) – 3:08 (testo: ESNA – musica: Seo Jae Woo, ESNA) – Ji-hyun, Ji-yoon, So-hyun
4. Come In (들어와) – 3:34 (testo: Park Soo Seok, Park Eun Woo, SLEEPY – musica: Park Soo Seok, Park Eun Woo, SLEEPY) – HyunA, Ga-yoon
5. Thank You :) (고마워 :)) – 3:54 (testo: Kim Hyuna, Kwon So-hyun, Seo Jae Woo – musica: Seo Jae Woo, FERDY)

Durata totale: 17:12

## Certificazioni
Corea del Sud
(vendite: 11 231+)

## Formazione
- Ji-hyun – voce
- Ga-yoon – voce
- Ji-yoon – voce
- HyunA – rapper
- So-hyun – voce